# ICanHazPDF
#ICanHazPDF est un hashtag (mot-dièse) lancé sur twitter pour demander un accès aux articles des journaux scientifiques qui sont en général protégés par des paywalls. Ce hashtag semble avoir été créé en 2011 par la scientifique Andrea Kuszewski,. Le nom est dérivé du mème I Can Has Cheezburger?

## Processus
Lorsqu'un internaute souhaite consulter un article scientifique, il est régulièrement confronté à un paywall, peu importe la durée de consultation ou le nombre de mots qu'il souhaite lire. Le hashtag ICanHazPDF, utilisé sur Twitter, lui sert à contourner, illégalement, le paywall. Sur Twitter, il attire l'attention d'autres utilisateurs sur son souhait de consulter un article en tweetant un titre, un DOI ou une autre information pertinente. Il complète le tweet avec son adresse électronique et « #ICanHazPDF ». Une personne qui a accès à l'article peut alors lui envoyer par courrier électronique. L'utilisateur supprime ensuite le tweet d'origine. Les utilisateurs qui ne souhaitent pas afficher leur adresse électronique en clair peuvent également utiliser la messagerie directe pour échanger des informations de contact avec la personne qui a offert de partager l'article d'intérêt,.

## Utilisation et popularité
La majorité des demandes concernent des articles publiés au cours des cinq dernières années et la plupart des utilisateurs sont originaires de pays anglophones. Les demandes d'articles sur la biologie sont plus courantes que dans d'autres domaines, même si les prix de souscription pour la chimie, la physique et l'astronomie sont en moyenne plus élevés que pour la biologie. Les raisons possibles qui poussent les gens à utiliser le hashtag sont notamment la réticence des lecteurs à payer pour l'accès aux articles et la rapidité du processus par rapport à la plupart des prêts entre bibliothèques universitaires. 

## Critiques
La pratique consistant à demander des articles a été qualifiée de « piratage » intellectuel. Cependant, les généralisations sur la légalité ou l'illégalité de l'utilisation de ICanHazPDF sont douteuses, étant donné que de nombreux éditeurs scientifiques autorisent la distribution d'articles de revues sous une forme ou une autre et que les règles varient d'un éditeur à l'autre.